# رود اینیا (دریای اختسک)
رود اینیا (روسی: Иня) یک رودخانه در سرزمین خاباروفسک کشور روسیه است.